# 中国林业集团
中国林业集团有限公司（英語：China Forestry Group Corporation，缩写：CFGC），简称中林集团，是一家中华人民共和国国务院授权国资委管理的中央一级企业，主营林业，业务范围涵盖森林资源开发与利用、种子苗木培育、木材及林产品贸易、生态旅游、林业产业配套服务。
中林集团经营企业224家，在20余个省市建有生产基地和经营网点，可控森林资源面积超过1200万亩，木材运输合作港口30余个，2019年进口木材1800万立方米，占全国木材进口量20%以上，综合实力位居全球林业企业前列。

## 历史
1996年，国家林业局原九家直属公司为主体组建中国林业集团。
2001年，中林集团正式运营。
2023年9月28日，中林集团由中国长江三峡集团实施托管。中林集团旗下公司永安林业表示：“该事项目前不会导致公司的实际控制人发生变更，不涉及公司重大资产重组，也不会影响公司正常生产经营活动。”
2023年11月21日，中林集团10只境内债券全部停牌，具体复牌时间另行确定。

## 丑闻

### 宋权礼受贿案
2023年5月12日，时任中林集团党委书记、董事长的宋权礼因涉嫌严重违纪违法，接受中央纪委国家监委驻国务院国资委纪检监察组和辽宁省沈阳市监委调查。
2023年11月9日，宋权礼一案由辽宁省沈阳市监察委员会调查终结，移送检察机关审查起诉。鞍山市人民检察院依法以涉嫌受贿罪对宋权礼作出逮捕决定。
2023年12月6日，经辽宁省人民检察院指定管辖，由鞍山市人民检察院依法向鞍山市中级人民法院提起公诉。鞍山市人民检察院起诉指控，被告人宋权礼应当依法以受贿罪追究其刑事责任。

## 组织架构

### 内设机构
- 办公室（党委办公室、董事会办公室、总经理办公室、改革办、乡村振兴办公室）
- 人力资源部（党委组织部）
- 党委工作部（党委宣传部）
- 巡视工作办公室
- 综合室（机关纪委办公室）
- 审理室（案件监督管理室）
- 监督检查室
- 战略投资部
- 财务资金部（资金结算中心）
- 资本运营部
- 森林资源管理部
- 科技管理部（双碳研究院）
- 运营管理部（安环管理部）
- 审计风控部
- 法律合规部
- 集中采购中心[11]

### 子公司
- 中国林产品集团有限公司
- 中国林场集团有限公司
- 中国林产工业有限公司
- 中林集团控股有限公司
- 中国林木种子集团有限公司
- 中国林业物资有限公司
- 中林进出口有限公司
- 中林森旅控股有限公司
- 中林时代控股有限公司
- 中林绿碳（北京）科技有限公司
- 中林实业控股有限公司
- 中林生态建设有限公司
- 中经新世纪投资有限公司
- 北京森标科技有限公司
- 北京东方佳木科贸有限公司
- 森林国际旅行社（北京）有限公司

（后略）

## 外部連結
- 中国林业集团官方网站